# Idan Srur
Idan Srur (nació el 5 de octubre de 1986 en Petah Tikvah, Israel) es un futbolista israelí que milita en el Hapoel Petah-Tikvah, uno de los clubs más laureados en el pasado de Israel pero que ahora se encuentra en la Liga Leumit, la 2ª división. Sin embargo, es uno de los futbolistas más prometedores del panorama israelí, siendo parte importante de la clasificación de la sub-21 al Europeo de los Países Bajos, tras derrotar a Francia.

## Selección nacional
Ha sido internacional con la selección de fútbol sub-21 de Israel.

## Clubes
| Club                       | País   | Año       |
| -------------------------- | ------ | --------- |
| Hapoel Tel Aviv FC         | Israel | 2004-2005 |
| Hapoel Petah Tikva         | Israel | 2005-2007 |
| Hapoel Tel Aviv FC         | Israel | 2007-2009 |
| Hapoel Ironi Kiryat Shmona | Israel | 2009      |
| Hapoel Petah Tikva         | Israel | 2009-     |

- Datos: Q457504